# Studienabschlussarbeit
Eine Studienabschlussarbeit oder Examensarbeit ist eine wissenschaftliche Arbeit, die von  Studierenden am Ende ihres Studiums geschrieben wird. Sie ist in der Regel Voraussetzung für den erfolgreichen Studienabschluss.
Man unterscheidet:
- die Dissertation, Abschluss eines Promotions-Studiengangs
- die Lizenziatsarbeit, Abschluss eines Lizenziat-Studiengangs
- die Diplomarbeit, Abschluss eines Diplom-Studiengangs
- die Magisterarbeit, Abschluss eines Magister-Studiengangs
- die Bachelorarbeit, Abschluss eines Bachelor-Studienganges
- die Masterarbeit, Abschluss eines Master-Studienganges
- die Staatsexamensarbeit, Abschluss eines Staatsexamen-Studienganges

An vielen Universitäten konnte ein Studium auch ohne Examen durch eine Promotion beendet werden (sog. grundständige Promotion). Da dies aber weniger üblich und diese Möglichkeit nicht immer bekannt war, wird der Begriff „Studienabschlussarbeit“ für eine Dissertation nicht konsequent verwendet.
Mit dem Auslaufen der Diplomstudiengänge im Rahmen des Bologna-Prozesses treten die Bachelor- bzw. Masterarbeit an die Stelle der Diplom- und Magisterarbeit.
Viele Hochschulen haben sogenannte Schreibwerkstätten, Schreibzentren oder ähnliche Einrichtungen, an denen Studenten Techniken des wissenschaftlichen Arbeitens bzw. Schreibens lernen können und auch Hilfe während der Erstellung ihrer Studienabschlussarbeit bekommen können.

## Anforderungen

### Formalien, Zeitraum
Die Anforderungen an eine Studienabschlussarbeit an einer Hochschule (Zeitraum, Dauer, Umfang u. v. m.) legt in der Regel die Prüfungsordnung des Studienganges fest.
Eine Studienabschlussarbeit soll zeigen, dass der Kandidat das während des Studiums Gelernte anzuwenden versteht (z. B. Wissenschaftliches Arbeiten bzw. Schreiben beherrscht) und eine Aufgabenstellung selbstständig auf wissenschaftlicher Grundlage in angemessener Zeit bearbeiten kann.
Eine Dissertation dient dem Nachweis der Befähigung zu vertiefter wissenschaftlicher Arbeit.
Die Prüfungsordnung eines Studienganges begrenzt den maximalen Zeitraum für die Bearbeitung einer Studienabschlussarbeit in Deutschland meist auf sechs (seltener drei oder zwei) Monate. In einigen Fachbereichen sind Begrenzungen bis zu einem Jahr üblich. Eine begründete Verlängerung ist möglich. Für die tatsächliche Dauer bis zur Fertigstellung der Studienabschlussarbeit ist meist keine feste zeitliche Beschränkung vorgegeben, so dass der Zeitpunkt der Fertigstellung nur vom Betreuer und vom Studierenden abhängt.
Der Beginn und die Aufgabenstellung werden dem Prüfungsamt gemeldet. Die Abgabe der fertigen Studienabschlussarbeit muss innerhalb der vorgegebenen Frist erfolgen. Der Autor (oft auch „Diplomand“ oder „Examenskandidat“ genannt) wird in der Regel vom aufgabenstellenden Hochschullehrer betreut. Die fertige schriftliche Studienabschlussarbeit wird in der Regel von zwei Gutachtern inhaltlich bewertet und benotet, wobei meist einer der Gutachter der Betreuer ist. Nicht selten werden Studienabschlussarbeiten auch in Zusammenarbeit mit hochschulfremden Institutionen (z. B. außeruniversitäre Forschungseinrichtungen, Behörden, Unternehmen) angefertigt. Alle Beteiligten können Vorteile haben: Die Institution lässt kostengünstig Fragestellungen bearbeiten oder Probleme lösen, der Autor bekommt zum Ende seines Studiums einen Einblick oder sogar Einstieg in die Praxis; der Lehrstuhl bekommt aktuelle Einblicke in die Praxis. Das Studienabschlussthema wird vom Autor oder von der Institution benannt. Aus den potenziell unterschiedlichen Anforderungen von Betreuer und Praxispartner kann ein höherer Abstimmungsaufwand resultieren.
Für den Seitenumfang (manchmal „Seitenzahl“ genannt) einer Studienabschlussarbeit gibt es meist Vorgaben. Je nach den Anforderungen und Eigenheiten des Studienganges liegt er zwischen etwa 30 und 150 Seiten. Formale Vorgaben der Prüfungsordnung zum Aufbau, zur Gliederung oder zur Einbindung fremder Ergebnisse (Zitate) sind einzuhalten und werden bei der Bewertung berücksichtigt. Es muss eine bestimmte Anzahl gebundener fertiger Studienabschlussarbeiten (ca. 2–5) eingereicht werden. Meist geht ein Exemplar in den Ausleihbestand der jeweiligen Universitätsbibliothek, sofern die Studienabschlussarbeit nicht für einen bestimmten Zeitraum (maximal 5 Jahre) gesperrt wurde (dies ist in Österreich gemäß § 86 Abs. 2 des Universitätsgesetz 2002 möglich).

### Themenauswahl
In der Regel legt die Prüfungsordnung des Studienganges formal Anforderungen an die Studienabschlussarbeit fest.
Das Thema der Arbeit wird vom Prüfling selbst gewählt, oder ein Lehrstuhl bzw. Themensteller bietet eine Liste von Themen zur Auswahl. Überlässt der Prüfer dem Examenskandidaten die Themawahl, kann dies zu besonderem Involvement bzw. hoher Motivation des Kandidaten führen.
Erfolgt die Ausarbeitung der Studienabschlussarbeit an einer Berufsakademie, gibt deren Thema üblicherweise der Ausbildungsbetrieb, in dem die Praxissemester absolviert wurden, vor.
Nicht selten kommt es dazu, dass der Verfasser einer Studienabschlussarbeit diese bzw. das Thema „ausbaut“ und zu diesem Thema auch promoviert. Viele Prüfungsordnungen regeln nicht oder nur schwammig, was in diesem Zusammenhang erlaubt ist.

### Bewertung
Eine Studienabschlussarbeit ist eine Examensleistung;
ihre Note geht in die Gesamtnote des Studienabschlusses ein -
an einigen Hochschulfachbereichen 1,5- oder 2-fach gewichtet.
Die Note ist Resultat einer subjektiven Bewertung durch den Themasteller; sie ist nicht objektiv ermittelbar oder messbar.
Dies birgt Chancen und Risiken für die Examenskandidaten.
Als eine – inzwischen weit verbreitete – Absicherung gegen allzu persönliche Beurteilung gilt das Zwei-Prüfer-System. In der Praxis schließt sich der Zweitprüfer aber oft der Note des Erstprüfers an ohne intensive eigene Nachprüfung.
Über einige Mindestanforderungen an Studienabschlussarbeiten herrscht Konsens; zu ihnen gehören Objektivität, Klarheit, Nachprüfbarkeit, Vollständigkeit der Themabehandlung, Übersichtlichkeit der Darstellung.
Eine gerechte Bewertung ist jedoch nicht immer gewährleistet. Auch hat ein Widerspruchsverfahren eines Examenskandidaten vor dem Prüfungsausschuss nur wenig Aussicht auf Erfolg.
Weil kein allgemein verbindliches Bewertungsschema für alle Examensarbeiten in Sicht ist und bei jeder individuellen, nicht-standardisierten Bewertung die Gefahr der Willkür besteht, hat Schenk ein analytisches Bewertungsschema für die Beurteilung von Examensarbeiten entwickelt und praktisch erprobt. Dieses Bewertungsschema enthält 24 objektive Einzelkriterien, gruppiert in vier gewichtete Kriterienkomplexe (bzw. fünf für empirische Arbeiten). Aus den vier bzw. fünf Teilnoten resultiert, ggf. nach Korrektur wegen einer singulären Stärke oder Schwäche der Arbeit, schließlich die Endnote. Dieses standardisierte, mehrstufige Bewertungsverfahren ermöglicht bei sorgfältiger Anwendung ein hohes Maß an Objektivität.

### Druck und Bindung
Heutzutage können Studierende ihre Studienabschlussarbeit in vielen Universitäten elektronisch als PDF-Datei abgeben, jedoch wird im Regelfall darauf hingewiesen, die Abschlussarbeit auch als gedruckte und gebundene Ausfertigung beim Prüfungsamt einzureichen. Viele Hochschulen schreiben gewisse Formalia vor. Oft sind Klebebindungen vorgeschrieben und sogenannte Spiralbindungen oder Wire-O-Bindungen nicht erlaubt, da hier nachträglich Seiten ausgetauscht werden könnten.

## Veröffentlichung

### Deutschland
In Deutschland müssen Studienabschlussarbeiten (anders als Dissertationen) nicht veröffentlicht werden. Dem Verfasser einer Studienabschlussarbeit steht es gleichwohl frei, diese zu veröffentlichen bzw. kommerziell zu verwerten (bspw. über „Studienabschlussarbeiten-Agenturen“ oder mittels Books on Demand). Nach dem Urheberrechtsgesetz (UrhG) hat der Verfasser einer Studienabschlussarbeit das alleinige Urheberrecht und grundsätzlich auch die hieraus resultierenden Nutzungsrechte wie z. B. Erstveröffentlichung (§ 12 UrhG), Verbreitung (§ 17 UrhG), Vervielfältigung (§ 16 UrhG), Online-Nutzung usw., also alle nichtkommerziellen oder kommerziellen Verwertungsrechte. „Will die Hochschule […] Rechte an Schutzrechten von Studenten oder Studienabschlussanden erwerben, ist sie, wie jeder Dritte, auf vertragliche Vereinbarungen mit den Studenten oder Diplomanden angewiesen“.
Die ihm nach dem Gesetz zustehenden Rechte verliert der Urheber auch durch die Einreichung seines Prüfungsexemplars nicht. Die staatliche Hochschule bzw. Universität ist tätig als wissenschaftliche Ausbildungsstätte und als „Prüfungsbehörde“.
Es besteht auch keine urheberrechtliche Pflicht, den Betreuer als Autor oder Mitautor anzugeben, da eine urheberrechtlich relevante Mitarbeit des Betreuers stets im Widerspruch zu dem prüfungsrechtlichen Gebot stünde, dass die Arbeit vom Autor selbstständig angefertigt werden muss. Auch darf die Vergabe von Nutzungsrechten nicht zur Voraussetzung für die Prüfung gemacht werden oder sie beeinflussen. Nach herrschender Meinung sind viele das Urheberrecht des Autors einschränkende Klauseln in Prüfungsordnungen nichtig.
Studienabschlussarbeiten, die in einem Unternehmen angefertigt wurden (etwa im Rahmen eines dualen Studiums), unterliegen auf Wunsch des Unternehmens oft der Geheimhaltung. Solche Arbeiten dürfen nur mit Genehmigung des Unternehmens veröffentlicht werden.

### Österreich
In Österreich sind Diplomarbeiten grundsätzlich durch Übergabe eines Exemplars an die zuständige Universitätsbibliothek und an die Österreichische Nationalbibliothek zu veröffentlichen.

Die dafür maßgebliche Bestimmung des Universitätsgesetzes lautet:

„Die Absolventin oder der Absolvent hat die positiv beurteilte Diplom- oder Masterarbeit, Dissertation oder künstlerische Diplom- oder Masterarbeit oder die Dokumentation der künstlerischen Diplom- oder Masterarbeit durch Übergabe an die Bibliothek der Universität, an welcher der akademische Grad verliehen wird, zu veröffentlichen. […]“

Begründete Ausnahmen aus rechtlichen oder wirtschaftlichen Gründen sind möglich, allerdings nur für einen Zeitraum von maximal fünf Jahren („Sperrfrist“):

„Anlässlich der Ablieferung einer wissenschaftlichen oder künstlerischen Arbeit ist die Verfasserin oder der Verfasser berechtigt, den Ausschluss der Benützung der abgelieferten Exemplare für längstens fünf Jahre nach der Ablieferung zu beantragen. Dem Antrag ist vom für die studienrechtlichen Angelegenheiten zuständigen Organ stattzugeben, wenn die oder der Studierende glaubhaft macht, dass wichtige rechtliche oder wirtschaftliche Interessen der oder des Studierenden gefährdet sind.“

## Ratgeberliteratur
Lange Zeit gab es kaum Ratgeberliteratur speziell für Studienabschlussarbeiten. Die wenigen Werke erklärten generell Prinzipien des wissenschaftlichen Arbeitens; sie erklärten dem Schreibenden nicht oder nur rudimentär,
- wie man präzise(r) denkt und formuliert und welche Techniken beim Formulieren helfen
- wie man einen Text zweckmäßig gliedert und strukturiert.

Ende der 1970er trug das in mehrere Sprachen übersetzte Buch Come si fa una tesi di laurea (deutscher Titel Wie man eine wissenschaftliche Abschlussarbeit schreibt) des Schriftstellers und Wissenschaftlers Umberto Eco dazu bei, diese Lücke bewusst zu machen.
Mittlerweile gibt es Werke, die beim Denken und Formulieren helfen, und solche, die sich ausdrücklich dem Verfassen von Studienabschlussarbeiten widmen. Karmasin und Ribing z. B. bieten dazu nicht nur eine Schritt-für-Schritt-Anleitung, sondern auch Hinweise zu speziellen Problemen wie z. B. Argumentieren, Recherchieren und der Gestaltung des Layouts. Frank und ihre Mitautorinnen geben u. a. Hinweise zu den einzelnen Phasen im Schreibprozess beim Verfassen einer solchen Arbeit, angefangen von der Themenfindung bis hin zur Endredaktion und zur leserbezogenen Gestaltung des Textes. Auch bei Huber spielt der innere Dialog mit potenziellen Lesern eine zentrale Rolle, indem er das Schreiben vorbereitet und begleitet. Der Umgang mit dem inneren Kritiker wird dort ebenfalls thematisiert.
Ergänzend zu den Gesprächen mit dem Betreuer der Arbeit kann ein Ratgeber in Buchform wertvolle Dienste leisten. Wer sich umsieht, der findet in der Bibliothek oder Fachbuchhandlung das für ihn passende Werk.